# Ceratitis tananarivana
Ceratitis tananarivana är en tvåvingeart som beskrevs av Albany Hancock 1984. Ceratitis tananarivana ingår i släktet Ceratitis och familjen borrflugor.
Artens utbredningsområde är Madagaskar. Inga underarter finns listade i Catalogue of Life.